# Hypodikos
Hypodikos von Chalkis war ein griechischer Dichter der späten archaischen Zeit aus Chalkis auf Euböa.
Er ist nur aus einer Notiz einer historiographischen Inschrift, des Marmor Parium, bekannt. Danach gewann Hypodikos den Wettkampf bei den Großen Dionysien in Athen im Jahr 510/509 v. Chr., als zum ersten Mal Dithyramben mit einem Männerchor aufgeführt wurden.